# Георги Филипов – Бако
Вижте пояснителната страница за други личности с името Георги Филипов.
Георги Филипов-Бако е бивш футболист, полузащитник на Славия. Четирикратен шампион на България през 1936, 1939, 1941 и 1943 г. Носител на купата на страната през 1936 и 1943 г. Бронзов медалист през 1940 и 1942 г.